# 2008 en Jordanie
Cet article présente les faits marquants de l'année 2008 en Jordanie.

## Évènements
- 5 janvier : Visite officielle du président Nicolas Sarkozy en compagnie de sa nouvelle compagne Carla Bruni.
- 2 mars : Plus de cinq mille manifestants défilent dans les rues de la capitale en scandant des slogans pro-Hamas. Le roi Abdallah II espère une implication plus grande des États-Unis et un accord de paix en Palestine avant la fin de l'année.
- 19 mars : Le candidat républicain, John McCain, à Amman, explique que les Iraniens « entraînent chez eux [des Irakiens] d'Al-Qaida », précisant plus tard, « les Iraniens entraînent les extrémistes, pas Al-Qaida ».
- 14 avril : La libéralisation du prix des produits pétroliers a entraîné en un mois une flambée des prix comprise entre 38 % et 70 % selon les produits. Le Parti de l'action islamiste dénonce une mauvaise gestion de la libéralisation des prix.